# Лобки (Брянская область)
Лобки — село в Погарском районе Брянской области России. Входит в состав Борщовского сельского поселения.

## География
Находится в южной части региона, в 12 километрах юго-западнее Погара при речке Варенец и тесно соседствует землями с селом Борщово.
южной части Брянской области, в зоне хвойно-широколиственных лесов.

### Климат
Климат характеризуется как умеренно континентальный, с тёплым летом и умеренно холодной зимой. Средняя температура воздуха самого тёплого месяца (июля) — 18,2 °C (абсолютный максимум — 36 °C); самого холодного (января) — −8,2 °C (абсолютный минимум — −37 °C). Среднегодовое количество атмосферных осадков составляет 549—641 мм, из которых большая часть выпадает в тёплый период. Снежный покров держится в течение 115—125 дней. В тёплый период (апрель-сентябрь) преобладают ветры северо-западных, северо-восточных и западных направлений, а в холодный период (октябрь-март) — юго-западных, южных и западных.

## История
До начала 17 века о селе практически ничего не известно. С 1630-х годов, в период польского владения, оно принадлежало шляхтичу Рачинскому (Речицкому). Об этом поведали старожилы села при опросе 22 ноября 1729 года: войт села (глава неказацкого сословия) Данила Овхименко, Андрей Лукашов, Андрей Турулин. За них, неграмотных, расписался Данила Короткий, муж Марфы Подоляко, — дочери городового Погарского атамана Артема Подоляки. Показания тогда давал и житель деревни Дешковичи Ф.Клепый.
После изгнания поляков жители Лобков сначала несли тягловые повинности на погарскую ратушу и старшин, а впоследствии село находилось «в диспозиции гетманской и войсковой», стало раздаваться имениями за верную службу казацкой старшине. Так, по универсалу гетмана И.Скоропадского от 19 апреля 1709 года, село было отдано «бунчуковому товарищу» Андрею Дзевульскому. Он женился на второй дочери атамана Артема Подоляки, получив вдобавок соседний хутор тестя и водяную мельницу на речке Варенце. Позже за его многолетнюю верную службу, в том числе и за «низовой Персидский поход», гетман Д. П. Апостол закрепил за ним все приобретения в Лобках универсалом от 11 марта 1729 года. Крестьяне села сразу почувствовали жесткую руку своего державца и в 1722 году были вынуждены пожаловаться на него в только что созданную в Малороссии Коллегию. В сохранившемся документе они писали, что до этого они «никогда в подданстве не были», а теперь вот от пана Дзевульского терпят «побоища безвинные при старости лет… и детей наших бьет мордерско, мало не до умертвия». На работы он требовал пригон с каждого двора по человеку с конём — «каждого дня на работизну», не почитая божественных праздников, а у кого нет коня, «то и иеши идти». Многие «разволоклися» из села от такой жизни. Как отмечал историк A.M.Лазаревский, в те времена избавлялись от непосильного труда тремя способами: переписывались из крестьян в казацкое сословие, покидали свои земли и садились на слободы, переходили в подсоседки (бездворные казаки).
В октябре 1708 года в Малороссию, начиная со Стародубщины, вторглись войска Карла XII. Их передовой отряд подходил и к Лобкам. Вот как об этом сообщал в Смоленск Петру I следующий из Погара в Гремяч фельдмаршал русских войск Б. П. Шереметев: «Я и господа министры для лучшего известия прибыли 18 октября 1708 года в Лобки, где стояла дивизия Гольцова Генриха (из трех полков русских драгун. — Авт.) и при той деревне неприятельский авангард являет…».
От А.Дзевульского лобковское имение перешло к Ивану Бороздне, генеральному судье, которому, как второму лицу в гетманской иерархии, было положено иметь 300 подданных дворов. От него оно перешло к сыновьям Василию и Ивану, генеральному бунчучному с 1762 года, — хранителю гетманского войскового знака — «бунчука» (седьмое лицо в иерархии).
По состоянию на 1723 год в селе было 17 казацких дворов, на 1781 год — 27 и в них 34 бездворные хаты. В 1723 году в селе насчитывалось 18 крестьянских дворов Дзевульского и в них 14 бобыльских хат. На 1781 год бунчуковому товарищу И.Бороздне принадлежало 15 дворов и в них 16 хат, вдове В.Бороздны Ульяне — 7 дворов, мелким владельцам — 11 дворов. После смерти в 1793 году бездетного И.Бороздны принадлежавшая ему часть Лобков досталась его племяннику Василию Осиповичу Туманскому (Осип Туманский был членом генерального суда). И.Бороздне принадлежали также приезжий двор, плотина, амбар, мельница на реке Варенце (на два жернова) и хата казака-мельника.
К селу относилось достаточное количество пахотной земли, на которой крестьяне сеяли зерновые и коноплю. Прядиво и масло продавали в Погаре. Сенокосов было мало, поэтому сено заготавливали за плату в районе деревень Лукин, Перегон и Чубарово. Лес покупали в Любце и Сагутьеве.
После И. И. Бороздны Лобки перешли в род известного полковника Стародубского полка А. М. Миклашевского, к его правнучке Ефросинье Петровне Танской, а впоследствии были разделены среди наследников.
Лобки считались селением не только владельческим, но и казацким. Вместе с казаками деревни Лукин оно относилось к Перегонскому куреню. По описи 1767 года здесь жили знатные казаки: «войсковой товарищ» Яков Лобко — сотник Погарский и его брат Исаак Лобко — хорунжий сотни Погарской. Их отец купил земли у здешних казаков и две хаты — у Андрея Мандрика в марте 1758 года и казачьего подсуседка Пертаренко. По описи 1781 года в Лобках было 5 дворов выборных (ходивших в походы) казаков, 22 двора их подпомощников и 4 хаты подсуседков. Здесь проживало большое семейство городового атамана Погара (в 1710—1719 гг.) Максима Ивановича Гетуна: братья Михаил, Василий, Яков, Петр и Никифор (отец Василия Гетуна), а также братья Лукьян, Михаил и Отроха Гетуны; их племянники: Демьян и Яков Фомичи. У последних, в 1758 году, братья-казаки Роговичи купили плотину и мельницу на речке Варенец. Один из них, полковой писарь и погарский капитан-исправник П. Д. Рогович, имел в Лобках подданных, а братья Даниил и Федор Роговичи купили в 1772 году у братьев-лобковцев поручика Константина и канцеляриста Алексея Косачей мельницу на один кол («жернов»).
В приходе Покровской церкви села Лобки родились известный в стране юрист М. Д. Рогович и его сын Д. Д. Рогович, бывший председателем Стародубской уездной управы до 1912 года. В Лобках имела подданных дочь Стародубского судьи М.Ширая — жена князя И.Львова. Имели земли в Лобках и борщовские дворяне — отец А. П. Гамалея и его сын А. А. Гамалея с женой А. С. Наврозовой.
В 1659—1679 гг. погарским сотником (с перерывом) был Лазарь Тимофеевич Лазаренко. Он жил в Лобках и по преданию (по надписи на двери) в 1675 году основал одну из самых старых церквей в районе — Покровскую. Известны её постройки, датированные 1735 и 1864 годами.
Храмовый праздник села отмечался 1 октября (14 октября по новому стилю). Прихожанами были и жители соседних хуторов: в 1770-е годы — 370 мужчин и 380 женщин, в 1810-е — 470 и 510, в 1860-е 500 и 600 соответственно, в 1912 году — 1100 прихожан от 162 дворов. Например, в 1770-е годы здесь священствовал Лев Воехевич, в 1780-е Дмитрий Ивницкий, в 1890-е — Василий Подъельский с дьяконом Григорием Кибальчичем, а также Василий Попов. Борщово Лобковский приход, состоявший из двух церквей, относился к 3-му Благочинному округу (Погарскому).
При Покровской церкви действовала приходская школа. Сельское земское народное училище здесь не открывалось. Дети обучались в Борщовском (открыто в 1871 г.) и в Городищенском (открыто в 1909 г.) училищах. И лишь в советское время была открыта начальная школа. Прохор Семенович Дерюнов рассказывал, как в 1930 году его направили работать учителем в Лобки, поближе, как музыканта духового оркестра. Здесь уже работали Ольга Васильевна Власенко и Александра Петровна Харькова. Он занимался со взрослыми по плану ликвидации безграмотности.
В 19 веке одним из значительных поземельных владельцев в Лобках стал Федор Максимович Гетун. Его состояние перешло к дочери Анне, а с её рукою — к поручику Семену Ивановичу Наврозову (1807 г.р.), который увеличил земельные приобретения. Его сыновья стали крупными землевладельцами Стародубского уезда (шестое место: 1807 десятин и 1577 десятин соответственно). Затем доля досталась младшему брату Николаю Ивановичу, являвшемуся предводителем дворян Стародубского уезда в 1889—1901 годы.
В 1940 году столетняя жительница Лобков Дарья Михайловна Туруло хорошей памятью вспоминала, что Наврозовы только здесь имели тысячу десятин земли. По 30—50 десятин имели зажиточные селяне Гетуны, Королевы, Чевплянские, Щербенко и другие (всего более 300 десятин), когда на 180 бедняцких хозяйств приходилось всего 380 десятин. Тогда ещё сохранялась здесь конюшня помещицы Танской. Дарья Михайловна вспоминала и бытовые сцены, когда управляющий Наврозовых Ситник на своё застолье забрал всех кур у жителя Антона Сипейко, а бурмистр погарской помещицы Шепелевой в 1905 году стрелял из ружья в селянина Егора Федосеенко.
Отрубные участки Гетунов и Наврозовых располагались ближе к Гриневским и погарским землям. Чернозем — по обе стороны Варенца. Глинистые почвы были лишь в урочищах Шавли и Липенка. Коноплю удобряли через каждые 2-3 года. Лучшие огороды располагались ближе к Гринево, хуже — к Гриневке. Средняя урожайность зерновых составляла 43 пуда с десятины, гречихи — 30 пудов. На расчищенных кустарниках сеяли просо. Сенокосы по ложкам, болотцам и кустарникам тянулись в сторону Гринево. Пастбища нанимались по пахоте и отаве.
Неудобных земель было мало. По постановлению Стародубской управы от 16 июня 1905 года в селе была сооружена плотина.
В полицейском отношении, приблизительно с 1858 по 1890-е годы, в Лобках находилась становая квартира 3-го уездного стана четырёх волостей: Куровской, Чаусовской, Гриневской и Кистерской. Здесь жил становой пристав. С 1912 года в Лобках появился первый фельдшер.
Число дворов и жителей по годам выглядело так: 1720-е годы — 49 дворов, 1781 год — 60 дворов, 1799 год — 211 мужчин, 1858 год — 77 дворов (304 мужчины и 305 женщин), 1883 год — 125 дворов, 1893 год −130 дворов (480 мужчин и 462 женщины), 1897 год — 144 двора (984 жителя), 1901 год — 488 мужчин и 484 женщины, 1913 год — 151 двор. По состоянию на 1926 год Лобковский сельсовет Погарской волости включал в себя 4 населенных пункта: Лобки (197 дворов, 431 мужчина и 488 женщин), хутор Левдиков (28 дворов, 109 человек), пос. Калиновка (12 дворов, 76 человек) и пос. Захаркин Гай (11 дворов, 54 человека). Итого в сельсовет входило 248 дворов и 1158 жителей.

### Советский период до 1941 года
В 1931 году в Лобках и примыкающих трех поселках были созданы три небольших колхоза: «Красные Лобки», «Путь бедняка» и «Захаркин гай». Инициаторами их создания стали Г.Балабко, Ф.Бычек, Ан. Гетун, Т.Ермоленко, Т.Пашечко, Е.Сипейко, Е. Ф. Пашечко, М. Ф. Пашечко и другие селяне. В 1937 году колхозы объединились в один — имени Орджоникидзе. За колхозом было закреплено 1347 га земли. В предвоенные годы, соревнуясь с «Большевиком» (Борщово), колхоз стал передовым в районе под руководством Ануфрия Исааковича Апарцева, депутата Погарского райсовета. Хозяйство обслуживала Городищенская МТС.
В 1937—1938 годы было получено 6,25 центнеров пеньковолокна с гектара, по 9,65 центнеров семян конопли, по 17,5 центнеров сигарных Табаков. За эти показатели в 1939 году, как участник открывшейся в Москве Всесоюзной сельскохозяйственной выставки, колхоз был награждён Дипломом I степени, премиями в 10 тысяч рублей и легковым автомобилем. Звено табаковода Евдокии Петровны Балабко (четыре года носила звание участника ВСХВ) было награждено Малой серебряной медалью. В 1938 году были куплены два грузовика, открылась овцеводческая ферма на 130 овец.
1 мая 1940 года дала свет своя электростанция. В инкубаторе совхоза «Баклань» колхоз закупил цыплят породы «Белый леггорн» и открыл птицеферму. Колхоз имел пасеку на 160 ульев, 185 лошадей и мельницу. В хозяйстве трудились 18 звеньев. В 1941 году был открыт клуб на 450 мест, радиоузел, военный кружок. Оказывалась помощь семенами табака Свердловской области. Участниками ВСХВ были Д. С. Сипейко и И. А. Дмитроченко.
Постановлением от 15 апреля 1940 года колхоз (первым в районе) был награждён орденом «Знак Почета», председатель А. И. Апарцев -Большой серебряной медалью (трижды участник ВСХВ), бригадир Ефим Фомич Пашечко — Малой серебряной медалью и премией в 5000 рублей.

### Великая Отечественная
С началом войны многие селяне ушли на фронт. На митинге, проводившемся 2 августа 1941 года, жители обратились ко всем колхозникам района с призывом помочь Красной Армии всеми способами.
Ещё перед войной, по линии Осоавиахима, в Орловской области были оборудованы полевые аэродромы, в том числе и рядом с Лобками. Он трижды использовался в период войны. В период с 14 по 19 августа 1941 года сюда перелетели из-под Мглина остатки 11-й смешанной авиационной дивизии Дважды Героя Советского Союза генерал-лейтенанта Г. П. Кравченко.
В период Курской битвы аэродром использовала немецкая авиация. Из кирпича взорванной в 1943 году Ильинской церкви в Погаре были укреплены стоянки для самолётов. Тогда над Лобками немецкие зенитчики сбили один из трех наших самолётов, бомбивших аэродром. Он упал в болото. В 1950 году останки двух летчиков были перезахоронены на кладбище села Борщово. Перед началом Белорусской операции, с 23 июня 1944 года, в Лобках стал базироваться авиационный полк 15-й воздушной армии.

### Административно-территориальная принадлежность
Административно относилось к Погарской сотне, потом к Куровской (Погарской) волости. С 1919 года оно стало центром сельсовета, позже — Борщовского сельсовета.
В результате проведения муниципальной реформы в 2008 году, село стало относиться к Борщовскому сельскому поселению.

## Инфраструктура
Основа экономики — сельское хозяйство .

## Транспорт
Стоит на автодороге «Погар — Стародуб» — Андрейковичи (ОП РЗ 15К-1907)